# Karora (ville)
Pour les articles homonymes, voir Karora.
Karora (ou Karura) est une ville d'environ 1 000 habitants située à l'extrême nord de l'Érythrée dans la région du Semien-Keih-Bahri. Elle est la capitale du district de Karura. La ville se situe sur la frontière avec le Soudan et est un point de passage entre les deux pays.

## Géographie

### Localisation
La ville est située dans le nord de l'Érythrée, au nord de la région du Semien-Keih-Bahri, sur l'axe de communication entre le nord de l'Érythrée et la côte soudanaise. Elle est située le long de la Khor Karoura (en arabe : خور كارورا), un oued s'écoulant au nord de la ville séparant la ville érythréenne de la ville homonyme située quelques kilomètres au nord du côté soudanais. C'est l'une des deux seules routes permettant de passer la frontière soudanaise depuis l'Érythrée, l'autre voie d'accès se faisant depuis la ville de Tesseney, à plus de neuf heures de route de Karora.
Elle est distante de 256 km de Massaoua, la capitale de la région du Semien-Keih-Bahri ; de 266 km d'Asmara, la capitale de l'Érythrée ; d'1,6 km de la frontière érythréo-soudanaise ; de 3,7 km de Karora au Soudan et de 35 km de la mer Rouge (distances orthodromiques).

### Géologie et relief
Elle est située sur un granite syntectonique portant le nom de la ville ; cette formation géologique plonge doucement dans le sol dans une direction sud-est vers la ville de Nakfa. Plus à l'est, des escarpements rocheux s'étalant jusqu'à la mer Rouge et s'étirant jusqu'à la ville de Nakfa composent le sol de la ville ; cet escarpement est composé d'amphibolites. Karora se situe en bordure de la plaine littoral du nord de l'Érythrée.

## Histoire

### Préhistoire
Des sites préhistoriques et antiques aux alentours de Karora et le long de la côte jusqu'à Beylul au sud de l'Érythrée témoignent d'anciennes implantations sédentaires au moins depuis 2000 av. J.-C..

### Époque contemporaine
Pendant la guerre d'indépendance de l'Érythrée, durant l'été 1980, Karora a joué un rôle important dans la fin du Front de Libération Érythréen (FLE). Cette force armée indépendantiste se retire de l'alliance avec le Front Populaire de Libération de l'Érythrée (FPLE) et arrête de défendre Karora, qui joue alors un rôle important dans la guerre car c'est le seul point d'accès depuis la côte soudanaise, et notamment de Port-Soudan, vers l'Érythrée. En raison du retrait du FLE, les éthiopiens parviennent à récupérer la ville, ce qui marque la fin du FLE et renforce l'aura autour du FPLE.